# برج کریستال
برج کریستال (به اسپانیایی: Torre de Cristal) یک آسمان‌خراش در منطقه تجارتی چهار برج مادرید، اسپانیا است که در سال ۲۰۰۸ تکمیل شد. با ارتفاع نهایی ۲۴۹ متر، آن را به عنوان بلندترین ساختمان در اسپانیا با اختلاف یک متر از برج همسایه‌اش قرار داده‌است. این برج در آوریل ۲۰۰۷ چهارمین برج بلند در اتحادیه اروپا بود. این ساختمان توسط سزار پلی طراحی و توسط گروپو آسی‌اس ساخته شده‌است.